# UX-Orionis-Stern
Die UX-Orionis-Sterne (Akronym UXOR) sind eine Untergruppe der veränderlichen jungen Sterne in und nahen Sternentstehungsgebieten mit spitzen und tiefen Minima von bis zu 3 mag. Sie zeigen einen ausgeprägten Infrarotexzess und die H-alpha-Emissionslinien. Das Alter der UXORs wird anhand der Intensität der Lithiumlinien in ihren Spektren auf einige bis 70 Millionen Jahre geschätzt. Die nur wenige Tage andauernden Minima sind die Folge einer veränderlichen Extinktion in den zirkumstellaren Scheiben um die UX-Orionis-Sterne.

## Eigenschaften

### Spektrum
Die Eigenschaften ihrer Spektren sind vergleichbar zu denen anderer Gruppen junger Sterne mit einer andauernden Akkretion aus einer zirkumstellaren Scheibe wie beispielsweise die T-Tauri-Sterne oder die Herbig-Ae/Be-Sterne. Die Spektralklasse der UXORs ist später als A0. Die H-alpha-Emissionslinien zeigen in ihren Spektren veränderliche Äquivalentbreiten von bis zu 20 Ångström.

### Lichtkurve
Die Lichtkurve ist von Minimum zu Minimum unterschiedlich, wobei die Dauer der Verdunkelungen bei einigen Tagen liegt. Die Sterne werden im Minimum blauer, was als Blueing bezeichnet wird. Die Minima sind nicht vorhersagbar, weshalb ein klassischer Bedeckungslichtwechsel ausgeschlossen werden kann. Während der Minima steigt der Anteil des polarisierten Lichtes an. Die Veränderlichkeit im Optischen ist antikorreliert mit den Helligkeitsänderungen im nahen Infrarot.
Außerhalb der Minima zeigen die UXORs eine schnelle unregelmäßige Veränderlichkeit wie sie für die T-Tauri-Sterne und die Herbig-Ae/Be-Sterne charakteristisch ist.

#### Interpretation des Lichtwechsels
Die Eigenschaften der UX-Orionis-Sterne werden als Folge einer staubreichen Scheibe interpretiert, wobei der Stern von der Erde aus nur durch die Scheibe sichtbar ist.
Die Minima in den Lichtkurven werden interpretiert als
- Abschattungen durch einfallende protokometare Objekte
- Bedeckungen durch optisch dicke Wolken in einer ansonsten optischen dünnen Scheibe
- neue Staubkondensationen nahe der Staubverdampfungslinie oder
- ein temporäres Anwachsen der Dicke der Scheibe.

Das Blueing im Minimum kann recht gut als die Folge einer Streuung von Licht an Staubteilchen modelliert werden. Während der Minima treten im Spektrum P-Cygni-Profile auf, die durch ausströmendes Gas erzeugt werden. Da das direkte Licht des Sterns in den Minima abgeschwächt wird, werden schwächere Jets oder Sternwinde im Spektrum sichtbar.
Bei älteren UXORs, bei denen der Staub durch den Strahlungsdruck bereits entfernt wurde, entsteht die Veränderlichkeit nicht mehr in der Nähe des Sterns. Stattdessen bildet sich der absorbierende Staub im Asteroidengürtel durch Kollisionen zwischen Asteroiden und Zwergplaneten wie in den Trümmerscheiben.

### Sonstiges
Mit Ausnahme von RZ Piscium liegen die UX-Orionis-Sterne innerhalb von Sternentstehungsgebieten bzw. in jungen Offenen Sternhaufen.

## Beispiele
- UX Orionis, RZ Piscium